# Paraamblyseius guangdongensis
Paraamblyseius guangdongensis är en spindeldjursart som först beskrevs av Wu och Lan 1991.  Paraamblyseius guangdongensis ingår i släktet Paraamblyseius och familjen Phytoseiidae. Inga underarter finns listade i Catalogue of Life.